# Adrenalina (canção de Wisin)
"Adrenalina" é uma canção do rapper porto-riquenho Wisin, gravada para o seu álbum de estreia a solo El regreso del sobreviviente. Conta com a participação dos cantores Ricky Martin e Jennifer Lopez, sendo que a sua composição esteve a cargo dos três intérpretes com o auxílio de José Torres e Carlos E. Ortiz. O seu lançamento ocorreu a 25 de Fevereiro de 2014 através da Sony Music Latin.

## Faixas e formatos
| Descarga digital |              |         |  |
| N.º              | Título       | Duração |  |
| 1.               | "Adrenalina" | 3:55    |  |

| Descarga digital |                                  |         |  |
| N.º              | Título                           | Duração |  |
| 1.               | "Adrenalina (Spanglish Version)" | 3:55    |  |

## Prêmios e indicações
| Ano  | Prêmiação                    | Categoria                  | Resultado |
| ---- | ---------------------------- | -------------------------- | --------- |
| 2014 | Premios Juventud             | Combinação Perfeita        | Indicado  |
| 2014 | Premios Tu Mundo             | Canção Mais Popular do Ano | Indicado  |
| 2015 | Billboard Latin Music Awards | Canção Rítmica Latina      | Indicado  |
| 2015 | Heat Latin Music Awards      | Melhor Vídeo Musical       | Indicado  |
| 2015 | Premio Lo Nuestro            | Colaboração Urbana do Ano  | Indicado  |
| 2015 | Premio Lo Nuestro            | Canção Urbana do Ano       | Indicado  |
| 2015 | Premio Lo Nuestro            | Vídeo do Ano               | Indicado  |

## Desempenho nas tabelas musicais

### Posições
| Tabela musical (2014)                      | Melhor posição |
| ------------------------------------------ | -------------- |
| Espanha - PROMUSICAE                       | 4              |
| Estados Unidos - Billboard Hot 100         | 94             |
| Estados Unidos - Billboard Latin Songs     | 2              |
| Estados Unidos - Billboard Latin Pop Songs | 6              |
| Estados Unidos - Billboard Tropical Songs  | 35             |